# Alice Clerici
Alice Clerici (15 de junio de 1996) es una deportista italiana que compite en esgrima, especialista en la modalidad de espada.
Ganó una medalla de bronce en el Campeonato Mundial de Esgrima de 2019 y una medalla de bronce en el Campeonato Europeo de Esgrima de 2019, ambas en la prueba por equipos.

## Palmarés internacional
| Campeonato Mundial | Campeonato Mundial    | Campeonato Mundial | Campeonato Mundial |
| Año                | Lugar                 | Medalla            | Prueba             |
| ------------------ | --------------------- | ------------------ | ------------------ |
| 2019               | Budapest (Hungría)    | Medalla de bronce  | Espada por equipos |
| Campeonato Europeo |                       |                    |                    |
| Año                | Lugar                 | Medalla            | Prueba             |
| 2019               | Düsseldorf (Alemania) | Medalla de bronce  | Espada por equipos |